# Olaf Thon
Olaf Thon (ur. 1 maja 1966 w Gelsenkirchen) – niemiecki piłkarz, występował na pozycji obrońcy lub pomocnika.

## Kariera klubowa

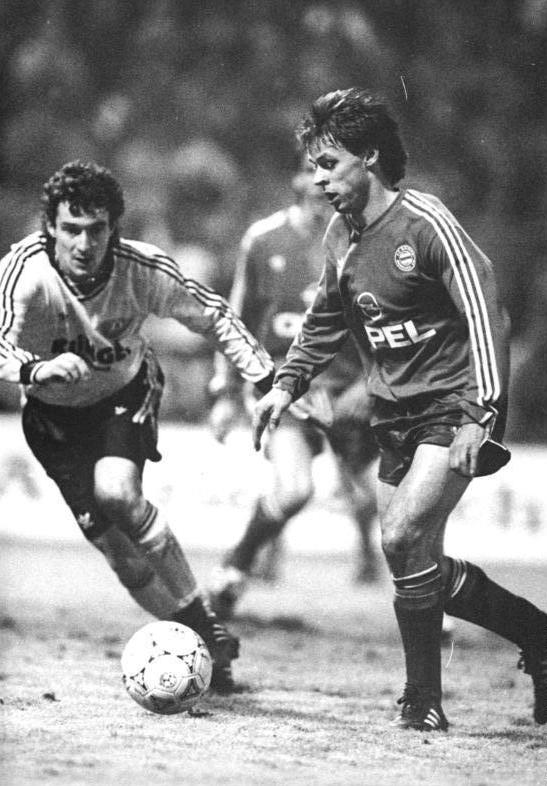
Olaf Thon (z prawej) w barwach Bayernu w przegranym meczu z Dynamo Drezno (0:1) 26 listopada 1990. Z lewej Hans-Uwe Pilz.

Thon treningi rozpoczął w wieku 6 lat w klubie STV Horst-Emscher. W 1980 roku trafił do juniorskiej ekipy zespołu FC Schalke 04. W 1983 roku został włączony do jego pierwszej drużyny, grającej w 2. Bundeslidze. W 1984 roku awansował z klubem do Bundesligi. W tych rozgrywkach zadebiutował 24 sierpnia 1984 roku w przegranym 1:3 meczu z Borussią Mönchengladbach. 15 września 1984 roku w wygranym 3:1 pojedynku z Karlsruher SC strzelił pierwszego gola w Bundeslidze. W pierwszej drużynie Schalke Thon spędził 5 lat.
W 1988 roku odszedł do Bayernu Monachium, również z Bundesligi. Pierwszy ligowy mecz zaliczył tam 23 lipca 1988 roku przeciwko Eintrachtowi Frankfurt (3:0). Barwy Bayernu reprezentował przez 6 lat. W tym czasie zdobył 3 mistrzostwa kraju (1989, 1990, 1994), a także 2 wicemistrzostwa (1991, 1993).
W 1994 roku Thon ponownie został graczem Schalke. W 1997 roku zdobył z nim Puchar UEFA. W 2001 roku wywalczył z zespołem wicemistrzostwo Niemiec. W tym samym roku, a także rok później zdobył z nim Puchar Niemiec. W 2002 roku zakończył karierę.

## Kariera reprezentacyjna
W latach 1983–1984 Thon rozegrał 10 spotkań i zdobył 4 bramki w reprezentacji RFN U-18, a pomiędzy 1984 rokiem a 1985 rokiem zagrał 3 razy i strzelił 2 gole w reprezentacji RFN U-21. W seniorskiej kadrze RFN Thon zadebiutował 16 grudnia 1984 roku w wygranym 3:2 meczu eliminacji mistrzostw świata 1986 z Maltą.
W 1986 roku znalazł się w kadrze na mistrzostwa świata. Nie zagrał jednak na nich ani razu, a reprezentacja RFN zakończyła mundial na 2. miejscu. 24 września tego samego roku w wygranym 2:0 towarzyskim pojedynku z Danią Thon zdobył pierwszego gola w drużynie narodowej.
W 1988 roku został powołany do kadry na mistrzostwa Europy. Wystąpił na nich w spotkaniach z Włochami (1:1), Danią (2:0), Hiszpanią (2:0) i Holandią (1:2). W meczu z Danią strzelił także gola. Tamten turniej RFN zakończył na półfinale.
W 1990 roku ponownie wziął udział w mistrzostwach świata. Zagrał tam w pojedynkach z Kolumbią (1:1) i Anglią (1:1, 4:3 w rzutach karnych). Zespół RFN został triumfatorem tamtego mundialu.
W 1998 roku Thon po raz trzeci w karierze był uczestnikiem mistrzostw świata. Zaliczył tam 3 spotkania: ze Stanami Zjednoczonymi (2:0), Jugosławią (2:2) oraz Iranem (2:0). Z tamtego turnieju Niemcy odpadli w ćwierćfinale.
W latach 1984–1998 w drużynie narodowej Thon rozegrał w sumie 52 spotkania i zdobył 3 bramki.

## Statystyki klubowe
| Klub               | Sezon              | Liga               | Liga  | Liga   | Puchar kraju | Puchar kraju | Europa | Europa | Superpuchar kraju | Superpuchar kraju | Suma  | Suma   |
| Klub               | Sezon              | Liga               | Mecze | Bramki | Mecze        | Bramki       | Mecze  | Bramki | Mecze             | Bramki            | Mecze | Bramki |
| ------------------ | ------------------ | ------------------ | ----- | ------ | ------------ | ------------ | ------ | ------ | ----------------- | ----------------- | ----- | ------ |
| FC Schalke 04      | 1983/1984          | 2 Bundesliga       | 38    | 14     | 7            | 4            | –      | –      | –                 | –                 | 45    | 18     |
| FC Schalke 04      | 1984/1985          | Bundesliga         | 34    | 10     | 4            | 2            | –      | –      | –                 | –                 | 38    | 12     |
| FC Schalke 04      | 1985/1986          | Bundesliga         | 34    | 10     | 4            | 0            | –      | –      | –                 | –                 | 38    | 10     |
| FC Schalke 04      | 1986/1987          | Bundesliga         | 33    | 8      | 1            | 0            | –      | –      | –                 | –                 | 34    | 8      |
| FC Schalke 04      | 1987/1988          | Bundesliga         | 28    | 14     | 1            | 2            | –      | –      | –                 | –                 | 29    | 16     |
| FC Schalke 04      | Ogólnie            | Ogólnie            | 167   | 56     | 17           | 8            | 0      | 0      | 0                 | 0                 | 184   | 64     |
| Bayern Monachium   | 1988/1989          | Bundesliga         | 32    | 8      | 2            | 5            | 8      | 5      | –                 | –                 | 42    | 18     |
| Bayern Monachium   | 1989/1990          | Bundesliga         | 20    | 8      | 2            | 0            | 4      | 1      | 1                 | 0                 | 27    | 9      |
| Bayern Monachium   | 1990/1991          | Bundesliga         | 25    | 6      | –            | –            | 6      | 0      | –                 | –                 | 31    | 6      |
| Bayern Monachium   | 1991/1992          | Bundesliga         | 24    | 2      | –            | –            | 2      | 0      | –                 | –                 | 26    | 2      |
| Bayern Monachium   | 1992/1993          | Bundesliga         | 32    | 5      | 2            | 1            | –      | –      | –                 | –                 | 34    | 6      |
| Bayern Monachium   | 1993/1994          | Bundesliga         | 15    | 1      | 2            | 0            | –      | –      | –                 | –                 | 17    | 1      |
| Bayern Monachium   | Ogólnie            | Ogólnie            | 148   | 30     | 8            | 6            | 20     | 6      | 1                 | 0                 | 177   | 42     |
| FC Schalke 04      | 1994/1995          | Bundesliga         | 26    | 1      | 3            | 0            | –      | –      | –                 | –                 | 29    | 1      |
| FC Schalke 04      | 1995/1996          | Bundesliga         | 30    | 3      | 3            | 0            | –      | –      | –                 | –                 | 33    | 3      |
| FC Schalke 04      | 1996/1997          | Bundesliga         | 33    | 2      | 1            | 0            | 12     | 0      | –                 | –                 | 46    | 2      |
| FC Schalke 04      | 1997/1998          | Bundesliga         | 29    | 1      | –            | –            | 6      | 1      | –                 | –                 | 35    | 2      |
| FC Schalke 04      | 1998/1999          | Bundesliga         | 16    | 2      | 2            | 0            | 1      | 0      | –                 | –                 | 19    | 2      |
| FC Schalke 04      | 1999/2000          | Bundesliga         | 23    | 1      | 2            | 0            | –      | –      | –                 | –                 | 25    | 1      |
| FC Schalke 04      | 2000/2001          | Bundesliga         | 4     | 0      | 1            | 0            | –      | –      | –                 | –                 | 5     | 0      |
| FC Schalke 04      | 2001/2002          | Bundesliga         | 5     | 0      | –            | –            | 3      | 0      | –                 | –                 | 8     | 0      |
| FC Schalke 04      | Ogólnie            | Ogólnie            | 166   | 10     | 12           | 0            | 22     | 1      | 0                 | 0                 | 200   | 11     |
| Ogólnie w karierze | Ogólnie w karierze | Ogólnie w karierze | 481   | 96     | 37           | 14           | 42     | 7      | 1                 | 0                 | 561   | 117    |